# Zajezdnia tramwajowa przy ulicy Piotra Skargi w Szczecinie
Zajezdnia przy ulicy Piotra Skargi (do 1945 r. niem. Straßenbahnhof Westend) – zabytkowa szczecińska zajezdnia tramwajowa, usytuowana przy ulicy Piotra Skargi 20, na osiedlu Śródmieście-Północ, w dzielnicy Śródmieście. Najstarsza zachowana zajezdnia tramwajowa w Szczecinie i jednocześnie jedyna zachowana zajezdnia tramwajów konnych w mieście.

## Historia

### Czas tramwajów konnych
Kompleks ceglanych budynków zajezdni Westend, składający się z hali postojowej, budynku administracyjnego i stajni, wzniesiono w 1879 r. Na parterze hali wagonowej ułożono pięć torów postojowych. Oficjalne otwarcie zajezdni miało miejsce 22 sierpnia 1879 r. o godzinie 15.00, kiedy to jej bramę opuściło pierwszych pięć tramwajów konnych uczestniczących w uroczystej paradzie. Następnego dnia otwarto pierwszą linię tramwaju konnego, rozpoczynającą się w zajezdni Westend i kończącą na Lindenstraße (współcześnie ul. Potulicka). W 1896 r. budynek administracyjny przebudowano na dom dyrektora przedsiębiorstwa  Stettiner Straßen-Eisenbahn-Gesellschaft. 

### Czas tramwajów elektrycznych
W 1897 r. zajezdnia została zelektryfikowana, a 16 czerwca wyjechały z niej próbnie pierwsze dwa tramwaje elektryczne. 4 lipca tego samego roku zajezdnia rozpoczęła obsługę pierwszej linii tramwajów elektrycznych. W 1905 r. dokonano rozbudowy obiektu poprzez zadaszenie przestrzeni między prawą ścianą hali postojowej a murem ogrodzeniowym od strony Roonstraße (współcześnie ul. Piotra Skargi). W nowej części hali zbudowano dodatkowe dwa tory postojowe. W 1938 r., w związku z otwarciem nowoczesnej zajezdni tramwajowej West przy Falkenwalderstraße 200 (współcześnie zajezdnia Pogodno przy alei Wojska Polskiego 200), obiekt przestał obsługiwać linie tramwajowe i stał się miejscem garażowania wagonów technicznych.
Po II wojnie światowej, 5 września 1945 r. zajezdnia została częściowo oddana do dyspozycji administracji polskiej. Z biegiem lat przebudowano halę postojową poprzez zmianę wielkości otworów okiennych, usunięcie zdobień fasady frontowej, otynkowanie ceglanych elewacji. Budynek administracyjny podwyższono o jedno piętro i także pokryto tynkiem, a jego wnętrza przeznaczono na siedzibę Przychodni Profilaktyczno-Leczniczej nr 1. Remonty doprowadziły do zatarcia pierwotnego wyglądu obiektów. Do 1994 r. w hali wagonowej funkcjonował Wydział Energetyczny Miejskiego Zakładu Komunikacyjnego w Szczecinie. 

### Po wyłączeniu z eksploatacji
Po 1994 r. zdemontowano częściowo tory łączące zajezdnię z linią tramwajową na alei Wojska Polskiego, a samą zajezdnię przekazano Miejskiemu Zakładowi Gospodarki Odpadami. W 2011 r. halę postojową, podstację i dawną stajnię wpisano do rejestru zabytków.
Według stanu z lutego 2021 r. w dawnym budynku administracyjnym mieści się biuro Strefy Płatnego Parkowania, w hali postojowej magazyn szczecińskich rowerów miejskich, a w części hali wagonowej dobudowanej w 1905 r. sklep rowerowy.